# Atractorul Shapley
Atractorul Shapley este o zonă cosmologică atractivă situată în Super-roiul lui Shapley.
Descoperirea sa a fost anunțată la 30 ianuarie 2017, de către o echipă compusă din oameni de știință de la Comisariatul pentru Energia Atomică și Energii Alternative, din Franța, de la Universitatea Claude Bernard Lyon I și de la Centre national de la recherche scientifique (CNRS).
O altă zonă în partea opusă (din punctul de vedere al Căii Lactee), Împingătorul dipol, creează o forță de respingere asupra mișcării galaxiilor. Aceste zone, atractivă și de respingere, fiecare localizată, sunt principalii contributori ai anizotropiei dipolare a radiației cosmice de fond, fluxul întunecat. Conjugate, aceste două fenomene sunt la originea deplasării Căii Lactee cu 630 de kilometri pe secundă.
Acest ansamblu, format din Atractorul Shapley și Împingătorul dipol, acoperă aproape 1,7 miliarde de ani-lumină și constituie, în 2017, cea mai vastă zonă cartografiată a Universului observabil.